# Ширмер, Марсель
Марсель Ширмер (нем. Marcel Schirmer) — немецкий хеви-метал музыкант, так же известный как «Шмир» (Schmier).
«Шмир» является основателем, бас-гитаристом, вокалистом немецкой трэш-метал группы Destruction (с англ.яз. — разрушение)
Но после трех полноценных студийных альбомов в 1989 году оставил Destruction из-за разногласий с другими участниками группы, По словам самого «Шмира», он пытался уйти подальше от стилистики Destruction. В этом же году он создает группу Headhunter (с англ. — «Охотник за головами»), но спустя 10 лет он возвращается в Destruction, где и играет по сей день. Также в 2014 году «Шмир» совместно с барабанщиком Штефаном Шварцманном (Accept, Helloween, U.D.O.) и гитаристом Германом Франком (Accept, Sinner), создаёт хэви-метал группу Pänzer, с которой было записано два альбома, Send Them All to Hell в 2014 году и Fatal Command в 2017 году.

## Дискография
- Destruction — Infernal Overkill (1985)
- Destruction — Eternal Devastation (1986)
- Destruction — Release from Agony (1988)
- Headhunter — Parody Of Life (1990)
- Headhunter — A Bizarre Gardening Accident (1992)
- Headhunter — Rebirth (1994)
- Destruction — All Hell Breaks Loose (2000)
- Destruction — The Antichrist (2001)
- Destruction — Metal Discharge (2003)
- Destruction — Inventor of Evil (2005)
- Destruction — Thrash Anthems (2007)
- Destruction — D.E.V.O.L.U.T.I.O.N. (2008)
- Headhunter — Parasite Of Society (2008)
- Destruction — Day Of Reckoning (2011)
- Destruction — Spiritual Genocide (2012)
- Pänzer — Send Them All to Hell (2014)
- Destruction — Under Attack (2016)
- Pänzer — Fatal Command (2017)
- Destruction — Born to Perish (2019)
- Destruction — Diabolical (2022)